# Island Vibration
Island Vibration var en årlig reggaefestival som hölls första gången 1999 [källa behövs].
Åren 2005  - 2007 hölls festivalen på ön Ven utanför Landskrona, med drygt 6 000 besökare.